# Parafia Najświętszego Serca Pana Jezusa w Chojnie
Parafia pod wezwaniem Najświętszego Serca Pana Jezusa w Chojnie – parafia należąca do dekanatu Chojna, archidiecezji szczecińsko-kamieńskiej, metropolii szczecińsko-kamieńskiej. Jedna z parafii rzymskokatolickich w Chojnie. Została erygowana w 1913. Kościół parafialny pw. Najświętszego Serca Pana Jezusa został wybudowany w 1913 dla miejscowych Polaków. Mieści się przy ulicy Roosevelta.